# Monteu da Po
Monteu da Po (Montèu in piemontese) è un comune italiano di 843 abitanti della città metropolitana di Torino in Piemonte, situato a circa 40 chilometri a est da Torino, lungo la strada provinciale n. 590.

## Geografia fisica
Il comune è incastonato tra le colline del Monferrato settentrionale, e ha un territorio prevalentemente collinare. È bagnato dal Po, che fa anche da confine comunale con Verolengo.

## Origini del nome
L'origine del nome Monteu è controversa. Il nome potrebbe derivare dal latino Monticolus o dal più recente Monsacutus. Si noti che, nella lingua piemontese, monté da Pò significa "salire (risalire) dal Po".

## Storia

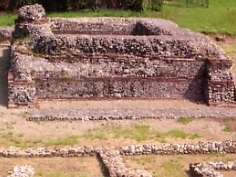
Il sito romano di Industria-Bodincomacus

### Età romana (I-V secolo d.C.)
Nel territorio comunale di Monteu da Po sono state trovate le rovine della colonia romana di Industria-Bodincomacus. Il sito, localizzato nella frazione di San Giovanni, comprende un foro romano, un tempio dedicato a Iside, e resti di botteghe. Le rovine venute alla luce non sono che una piccola parte della grande città di Industria, citata per la prima volta da Plinio il Vecchio, che la descrive come importante porto sul fiume Po. Un'invasione unna pose fine all'attività commerciale del fiorente porto di Industria, dando fuoco al centro abitato.

### Età medievale (X-XIV secolo)

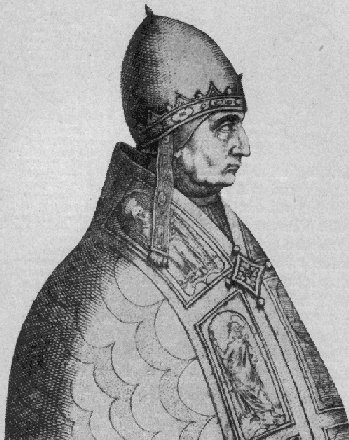
Papa Urbano III

Della cittadina romana non si hanno più notizie fino al 996, quando l'imperatore Ottone III concesse il feudo di Industria al vescovo di Vercelli.
Nel 1186, in una bolla di papa Urbano III, Mounteu da Po viene identificato nelle due pievi di Plebem Monticali (probabilmente l'odierno centro) e Plebem Dustriam (l'odierna località San Giovanni).
Nel 1224, il feudo di "Allustria" venne compreso nella descrizione del Monferrato di Guglielmo VI, data all'imperatore Federico II. In quel documento si diceva che il feudo di Allustria era compreso tra quello di Cavagnolo, di Piazzo e di Lauriano.
Tra il 1224 e il 1359, il feudo di Allustria passò nelle mani di diverse famiglie nobili. Fu feudo dei Signori di Cocconato, dei Signori di Tonengo, dei Marchesi del Monferrato. Verso la metà del XIV secolo, fu retto dai Signori locali, i Gays di Monteu.
Nel 1359, il vescovo di Vercelli lo assegnò ai Signori di Cavagnolo con il nome di Plebum Dustriae.

### Dal XVII secolo a oggi
Con la pace di Cherasco, Monteu da Po venne inglobato nel Ducato di Savoia, e dato ai Conti di Brusasco. Dalla metà del XVII secolo iniziarono gli scavi archeologici che riportarono alla luce Industria.
Durante il regime fascista fu unito al comune di Lauriano.

### Simboli
Lo stemma, il gonfalone e la bandiera sono stati concessi con DPR del 17 novembre 2023.
Il nuovo stemma è sostituisce quello utilizzato in precedenza dall'amministrazione comunale anche se privo di decreto di concessione, costituito da uno scudo caratterizzato da innumerevoli partizioni del campo con la croce dei Savoia sul tutto.
Gonfalone
Bandiera

## Monumenti e luoghi d'interesse

Chiesa San Giovanni Battista, sulla collina

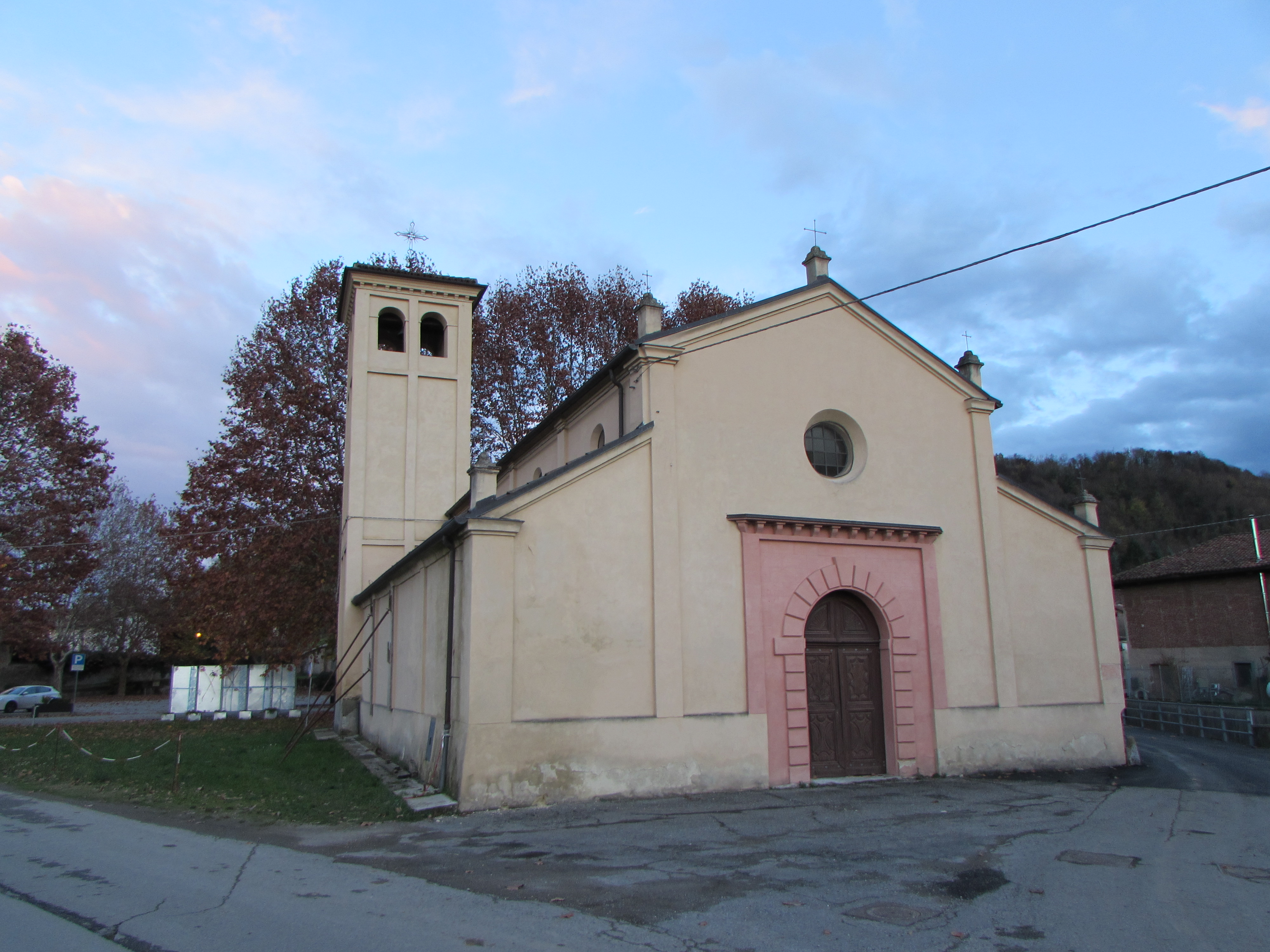
Chiesa di San Grato

- Nell'area comunale di Monteu da Po sono state rinvenute le rovine di un'antica colonia romana, Industria-Bodincomacus. Il sito, situato nella località San Giovanni, era in epoca romana un importante porto sul Po, principalmente utilizzato da chiatte trasportanti i blocchi di pietra estratti dalle Alpi. Il sito comprende un foro (la piazza principale della colonia), un tempio dedicato a divinità egizie e i resti di botteghe e mura difensive.

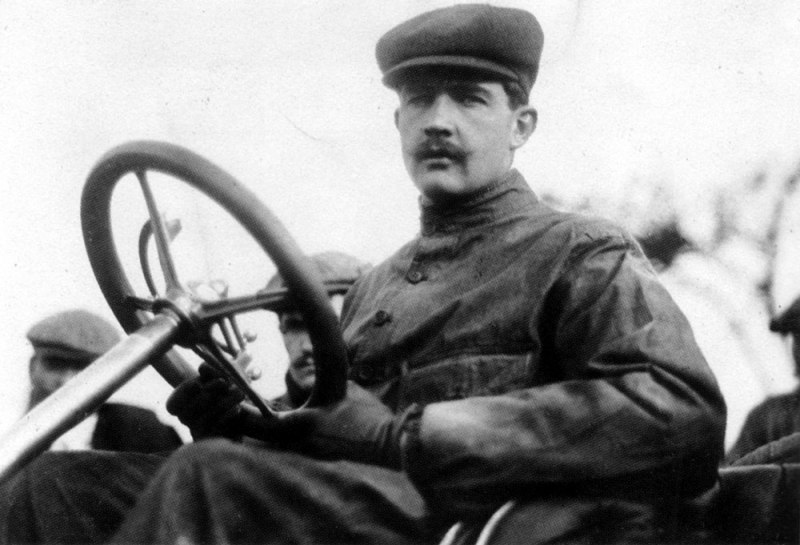
Il pilota Felice Nazzaro

- Nel territorio comunale sono presenti tre chiese:
  - Chiesa Parrocchiale di San Giovanni Battista: la più antica, è situata in collina, nei pressi del municipio. Ha una facciata a due ordini. Fu incendiata nel 1625, ricostruita tra gli anni 1631 e 1636, e riconsascrata soltanto nel 1892.
  - Chiesa di San Grato: si trova ai piedi della collina, in piazza Bava. Costruita nel 1557, fu la chiesa parrocchiale di Monteu da Po fino al 1636, quando fu terminata la chiesa di San Giovanni Battista. È monumento nazionale.
  - Chiesa di San Sebastiano: situata nella frazione di Mezzana.

## Società

### Evoluzione demografica
Abitanti censiti

Nella seconda metà dell'Ottocento, Monteu aveva poco meno di 1 300 abitanti. Nel Novecento si è assistito allo sfoltimento della popolazione, arrivando ai 900 abitanti attuali.

## Geografia antropica
Vi sono diverse frazioni:
- San Giovanni, fra il centro e la strada statale 590
- San Rocco, ai piedi della collina verso Tonengo e Cocconato
- Fontananera, al confine fra Monteu da Po e Cavagnolo, sulla strada statale 590
- Mezzana, al confine fra Monteu da Po e Lauriano

## Infrastrutture e trasporti
La fermata di Monteu da Po, attiva fra il 1912 e il 2011, era posta lungo la non più esercita ferrovia Chivasso-Asti.
Tra il 1883 e il 1949 il comune ospitò, altresì, una fermata della tranvia Torino-Chivasso/Brusasco.

## Amministrazione
Di seguito è presentata una tabella relativa alle amministrazioni che si sono succedute in questo comune.
| Periodo           | Periodo           | Primo cittadino     | Partito                                 | Carica      | Note  |
| ----------------- | ----------------- | ------------------- | --------------------------------------- | ----------- | ----- |
| 1947              | 1950              | Giuseppe Pignatta   | sconosciuto                             | Sindaco     | [ 6 ] |
| 1950              | 1955              | Giuseppe Bava       | sconosciuto                             | Sindaco     | [ 6 ] |
| 1955              | 1960              | Giuseppe Bava       | sconosciuto                             | Sindaco     | [ 6 ] |
| 1960              | 1965              | Giuseppe Bava       | sconosciuto                             | Sindaco     | [ 6 ] |
| 1965              | 1970              | Felice Morello      | sconosciuto                             | Sindaco     | [ 6 ] |
| 1970              | 1975              | Giovanni Ferrero    | sconosciuto                             | Sindaco     | [ 6 ] |
| 1975              | 1980              | Giovanni Ferrero    | sconosciuto                             | Sindaco     | [ 6 ] |
| 1980              | 24 giugno 1985    | Franco Roggero      | sconosciuto                             | Sindaco     | [ 6 ] |
| 24 giugno 1985    | 25 maggio 1990    | Laura Gastaldo      | Democrazia Cristiana                    | Sindaco     | [ 6 ] |
| 25 maggio 1990    | 29 aprile 1992    | Arturo Mario Guzzon | Partito Socialista Democratico Italiano | Sindaco     | [ 6 ] |
| 29 aprile 1992    | 24 aprile 1995    | Felice Audino       | -                                       | Sindaco     | [ 6 ] |
| 24 aprile 1995    | 12 agosto 1996    | Giampiero Capello   | centro                                  | Sindaco     | [ 6 ] |
| 18 novembre 1996  | 14 maggio 2001    | Laura Gastaldo      | lista civica                            | Sindaco     | [ 6 ] |
| 14 maggio 2001    | 30 maggio 2006    | Laura Gastaldo      | centro                                  | Sindaco     | [ 6 ] |
| 30 maggio 2006    | 24 agosto 2006    | Laura Gastaldo      | centro                                  | Sindaco     | [ 6 ] |
| 21 febbraio 2007  | 16 luglio 2007    | Giuseppe Bellomo    |                                         | Comm. pref. | [ 6 ] |
| 16 luglio 2007    | 7 maggio 2012     | Maria Elisa Ghion   | lista civica                            | Sindaco     | [ 6 ] |
| 7 maggio 2012     | 11 giugno 2017    | Laura Gastaldo      | lista civica: Un nuovo inizio           | Sindaco     | [ 6 ] |
| 11 giugno 2017    | 3 maggio 2019     | Vittorio Covacci    | lista civica: La Nuova Fronda           | Sindaco     | [ 6 ] |
| 3 maggio 2019     | 22 settembre 2020 | Diego Dalla Verde   |                                         | Comm. pref. | [ 6 ] |
| 22 settembre 2020 | in carica         | Maria Elisa Ghion   | lista civica Monteu viva                | Sindaco     | [ 6 ] |

## Galleria d'immagini

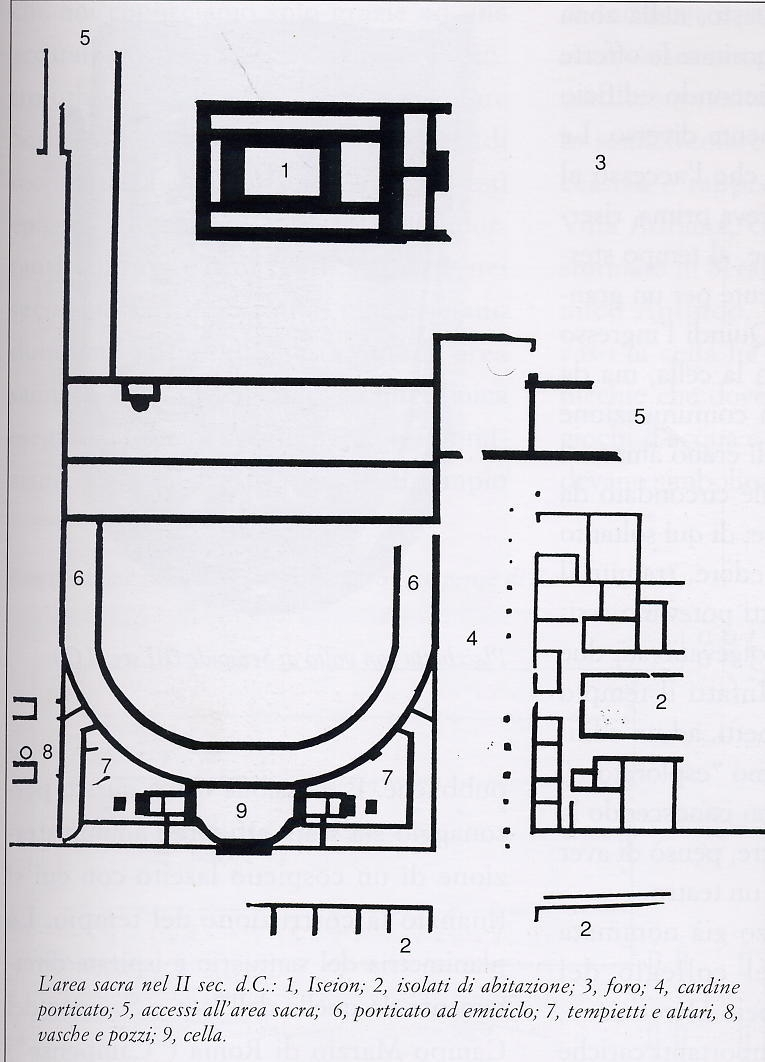
Piantina del sito archeologico di Industria
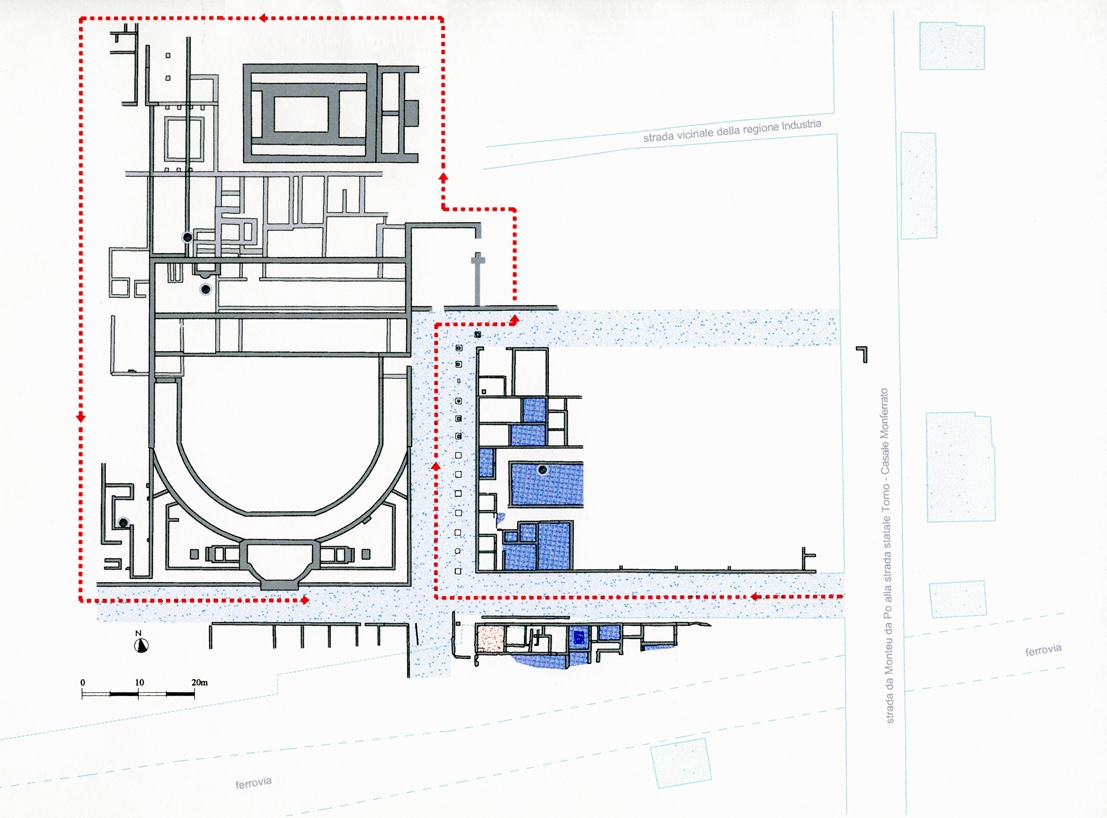
Percorso di visita
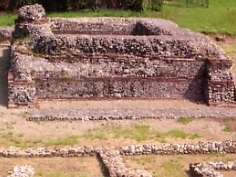
Iseion di Industria
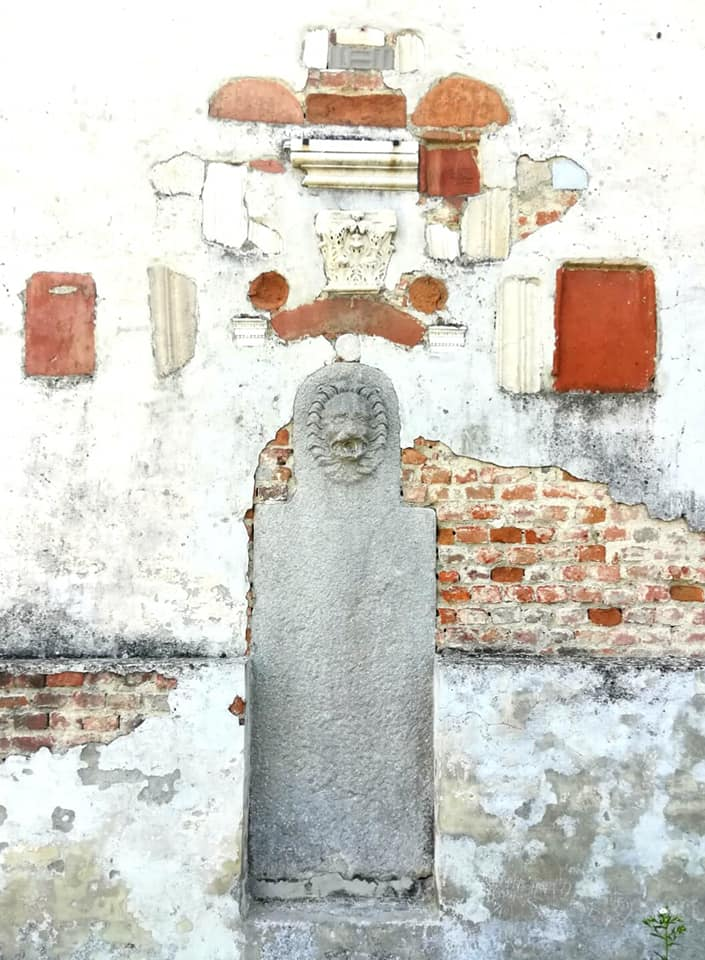
Stele con effigie di leone e altri reperti romani antichi ora incastonati nella chiesa parrocchiale di Monteu da Po
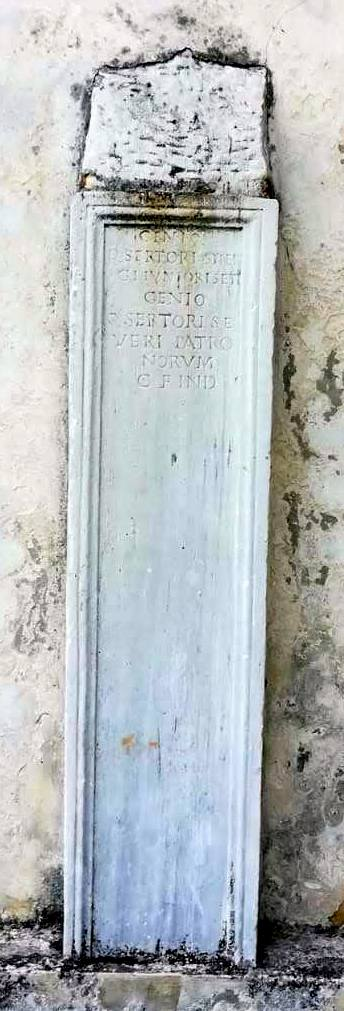
Stele romana con iscrizione, ora incastonata nel muro della chiesa parrocchiale di Monteu da Po
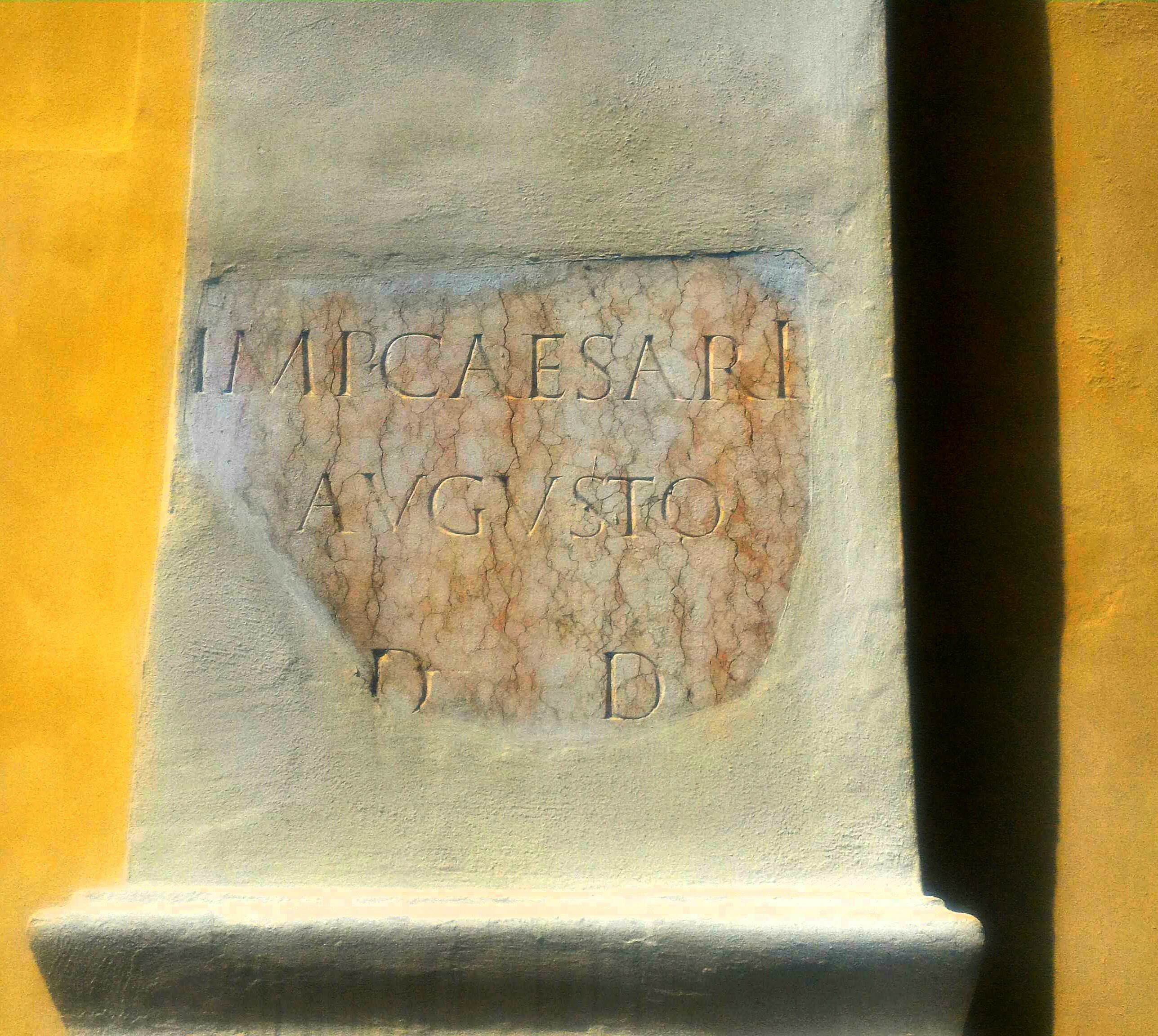
Iscrizione antico romana di Industria ora collocata sul frontespizio della parrocchiale di Monteu da Po
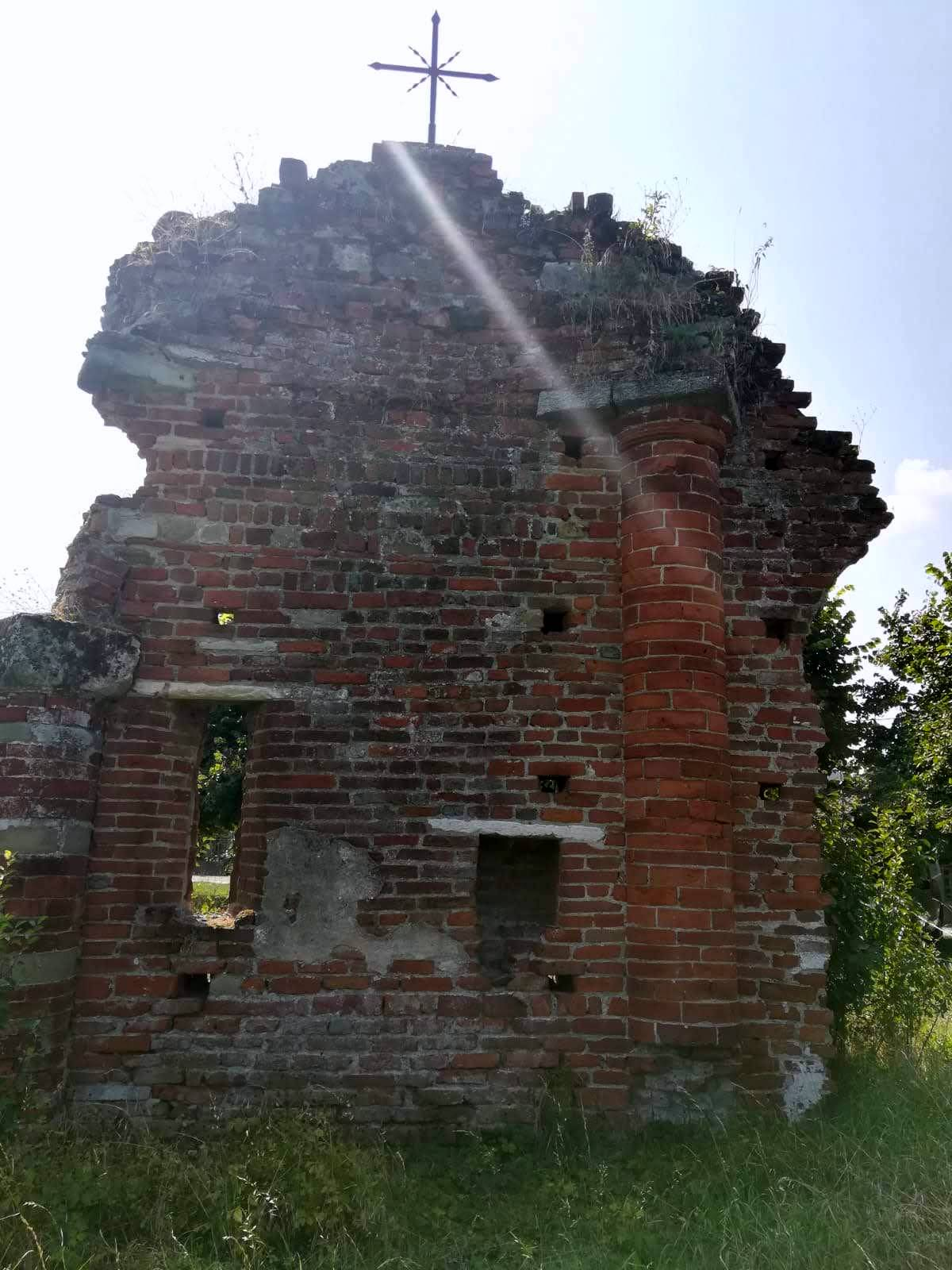
Veduta dei resti del muro interno del battistero della pieve di San Giovanni a Monteu da Po
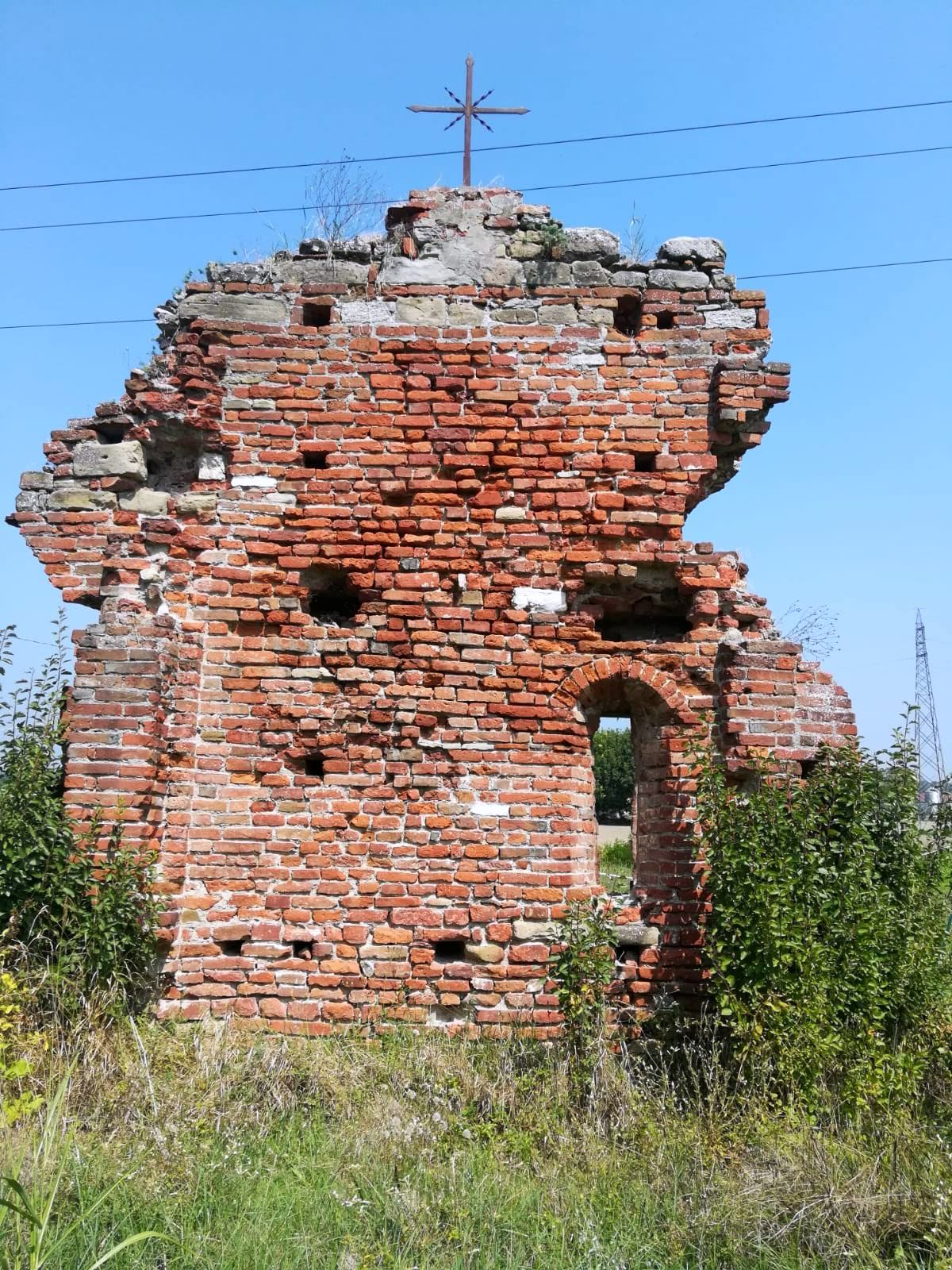
Veduta dei resti del muro esterno del battistero della pieve di San Giovanni a Monteu da Po